# Diksmuide
Diksmuide [ˌdɪksˈmœy̯də]  (französisch Dixmude) ist eine Stadt in Westflandern in Belgien. In der an der Yser gelegenen Stadt leben auf einer Fläche von 149,4 km² 17.228 Menschen (Stand: 1. Januar 2024).

## Geschichte
Seit dem 9. Jahrhundert bestand eine fränkische Siedlung unter dem Namen Dicasmutha an einem kleinen Wasserlauf nahe der Yser. Im 10. Jahrhundert war eine Kapelle und ein Marktplatz vorhanden. Im 12. Jahrhundert erhielt der Ort Stadtrechte, 1270 wurde eine Stadtmauer errichtet. Die Bewohner lebten von der Landwirtschaft und der Leinenweberei. Vom 15. Jahrhundert bis zur Französischen Revolution war die Stadt von den ständigen kriegerischen Auseinandersetzungen zwischen den Niederlanden, Frankreich, Österreich und Spanien stark betroffen. Erst im 19. Jahrhundert brachen friedlichere Zeiten für die Bewohner an, die auch einigen Wohlstand brachten.
Während des Ersten Weltkrieges lag die Stadt im Frontbereich. Als die deutsche Armee beim Marsch durch Belgien im Oktober 1914 Diksmuide erreichte, wurde die Region durch Öffnen der Schleusen der Yser geflutet. Dies führte zu der Schlacht an der Yser. Die Verteidigung der Stadt wurde vom belgischen General Alphonse Jacques (1858–1928) geleitet, der dafür später als Baron Jacques de Dixmude geadelt wurde. Im Verlauf des Krieges wurde die Stadt dann vollständig zerstört und in den 1920er Jahren wieder aufgebaut.
Wegen der Beteiligung von französischen Marinesoldaten bei der Verteidigung von Diksmuide wurden mehrere französische Schiffe nach der Stadt benannt, so auch das Luftschiff „Dixmude“, das als Kriegsreparation von Deutschland an Frankreich abgegeben werden musste. Zuletzt wurde im Jahre 2009 das geplante Kommandoschiff der Mistral-Klasse „Dixmude“ getauft.
Seit 1924 hat sich das Stadtgebiet durch Eingemeindungen immer weiter ausgedehnt. Dieser Prozess war 1977 abgeschlossen.
Ein herausragendes Ereignis in Diksmuide ist die IJzerbedevaart, die nationalistische, zeitweise von vielen Neonazis aus ganz Europa besuchte Wallfahrt der Flämischen Bewegung zum Yserturm.

## Stadtgliederung
Diksmuide hat 15 Stadtteile, die von 1924 bis 1977 nach und nach eingemeindet wurden. Sie werden hier mit ihrer Fläche und Einwohnerzahl aufgelistet:

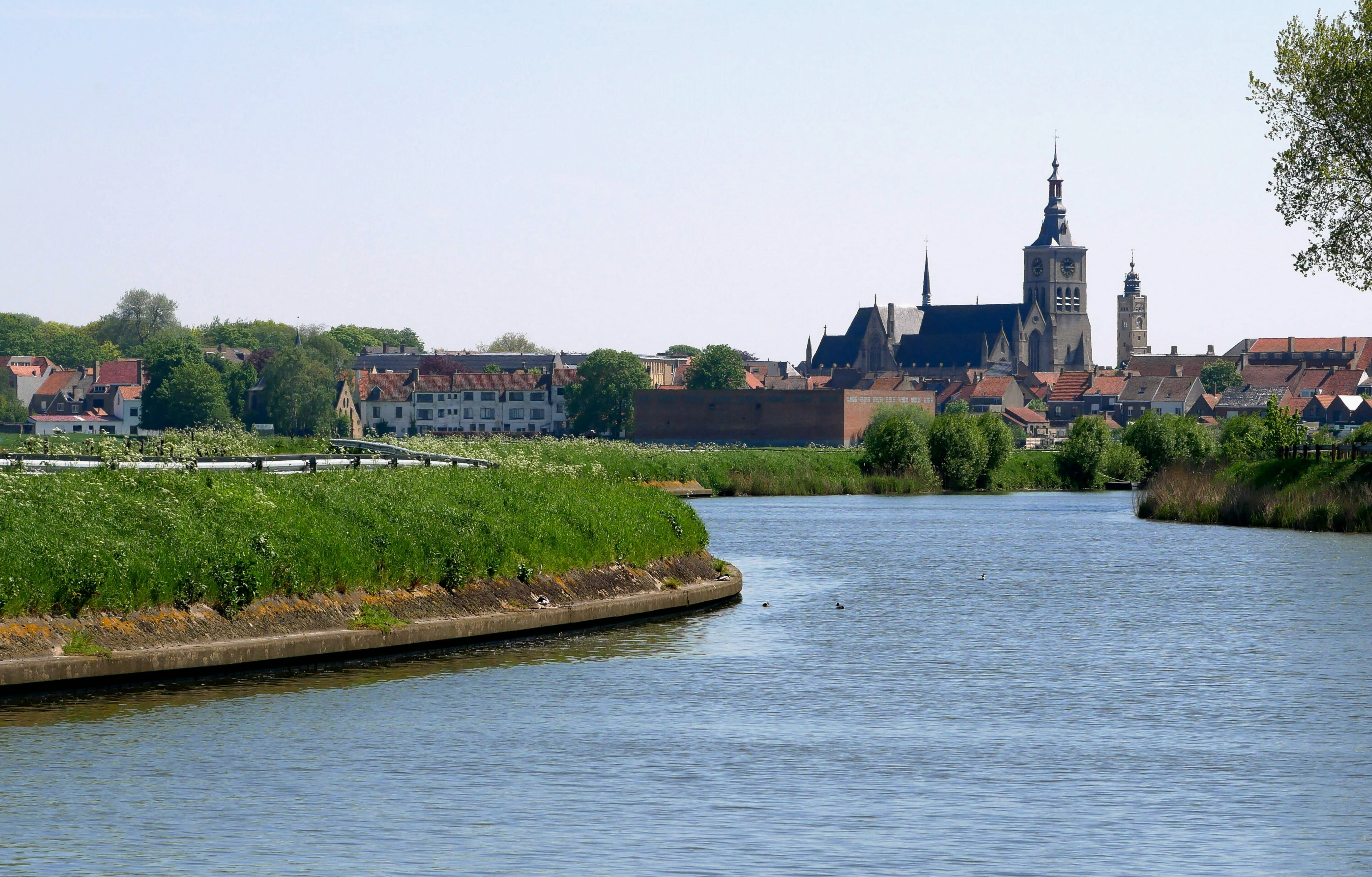
Blick von der Yser auf Diksmuide

| #    | Name            | Fläche | Einwohner | #                        | Name                     | Fläche                   | Einwohner                |  |
| I    | Diksmuide       | 2,12   | 6164      | IX                       | Pervijze                 | 12,23                    | 814                      |  |
| II   | Esen            | 17,53  | 1938      | X                        | Lampernisse              | 13,62                    | 153                      |  |
| III  | Kaaskerke       | 8,73   | 478       | XI                       | Oostkerke                | 3,77                     | 268                      |  |
| IV   | Beerst          | 11,66  | 1544      | XII                      | Oudekapelle              | 6,51                     | 133                      |  |
| V    | Vladslo         | 17,33  | 1248      | XIII                     | Sint-Jacobskapelle       | 3,25                     | 89                       |  |
| VI   | Leke            | 10,73  | 1301      | XIV                      | Nieuwkapelle             | 7,85                     | 414                      |  |
| VII  | Keiem           | 12,92  | 1334      | XV                       | Woumen                   | 13,83                    | 1336                     |  |
| VIII | Stuivekenskerke | 7,34   | 129       | Quelle: www.diksmuide.be | Quelle: www.diksmuide.be | Quelle: www.diksmuide.be | Quelle: www.diksmuide.be |  |

## Sehenswürdigkeiten

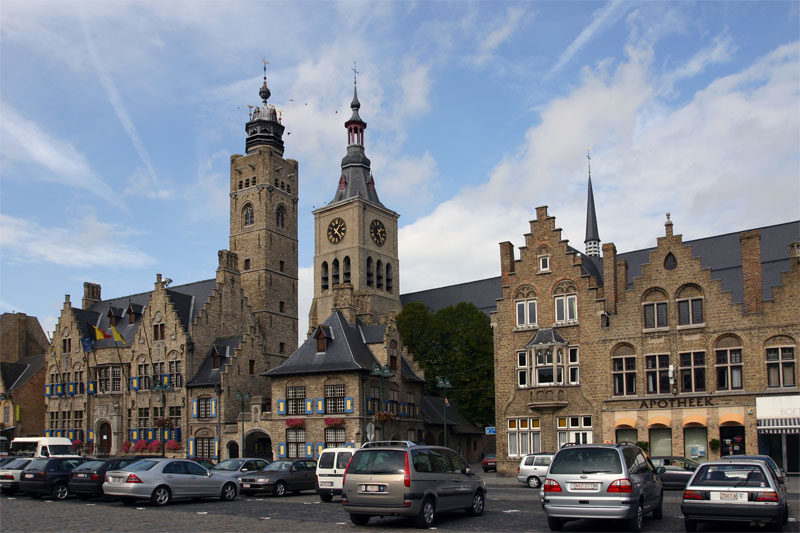
Rathaus mit Belfried und Sint-Niklaas-Kirche

- Das Rathaus mit Belfried gehört seit 1999 zum UNESCO-Welterbe. 1428 hatte an gleicher Stelle das erste Schöffenhaus gestanden, das 1567 durch einen Neubau ersetzt wurde. Im 19. Jahrhundert wurde dann das Rathaus gebaut, das im Ersten Weltkrieg zerstört und 1923 zusammen mit dem Stadtturm wieder aufgebaut wurde.
- Die gotische Sint-Niklaas-Kirche gleich hinter dem Rathaus ist nach Plänen aus dem 14. Jahrhundert wieder aufgebaut.
- Der Totengang, niederländisch Dodengang, liegt etwa 1,5 km außerhalb des Zentrums und bewahrt die Schützengräben, in denen belgische Soldaten 1918 gekämpft haben. Der 84 m hohe Yserturm erinnert an den Stellungskrieg.
- Der idyllische Beginenhof Diksmuide, nach schwerer Zerstörung im Ersten Weltkrieg wiederaufgebaut.

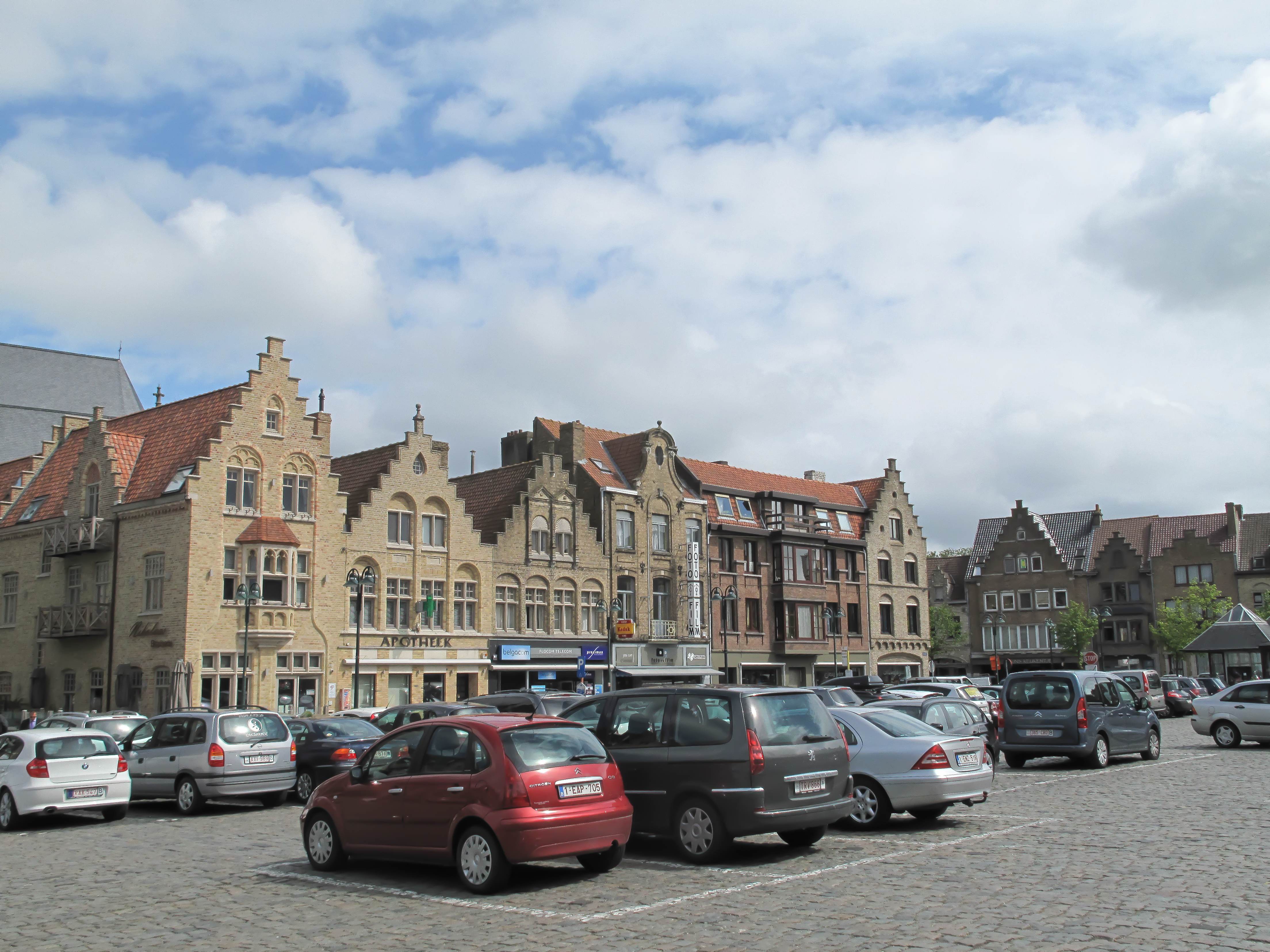
Diksmuide, Platz
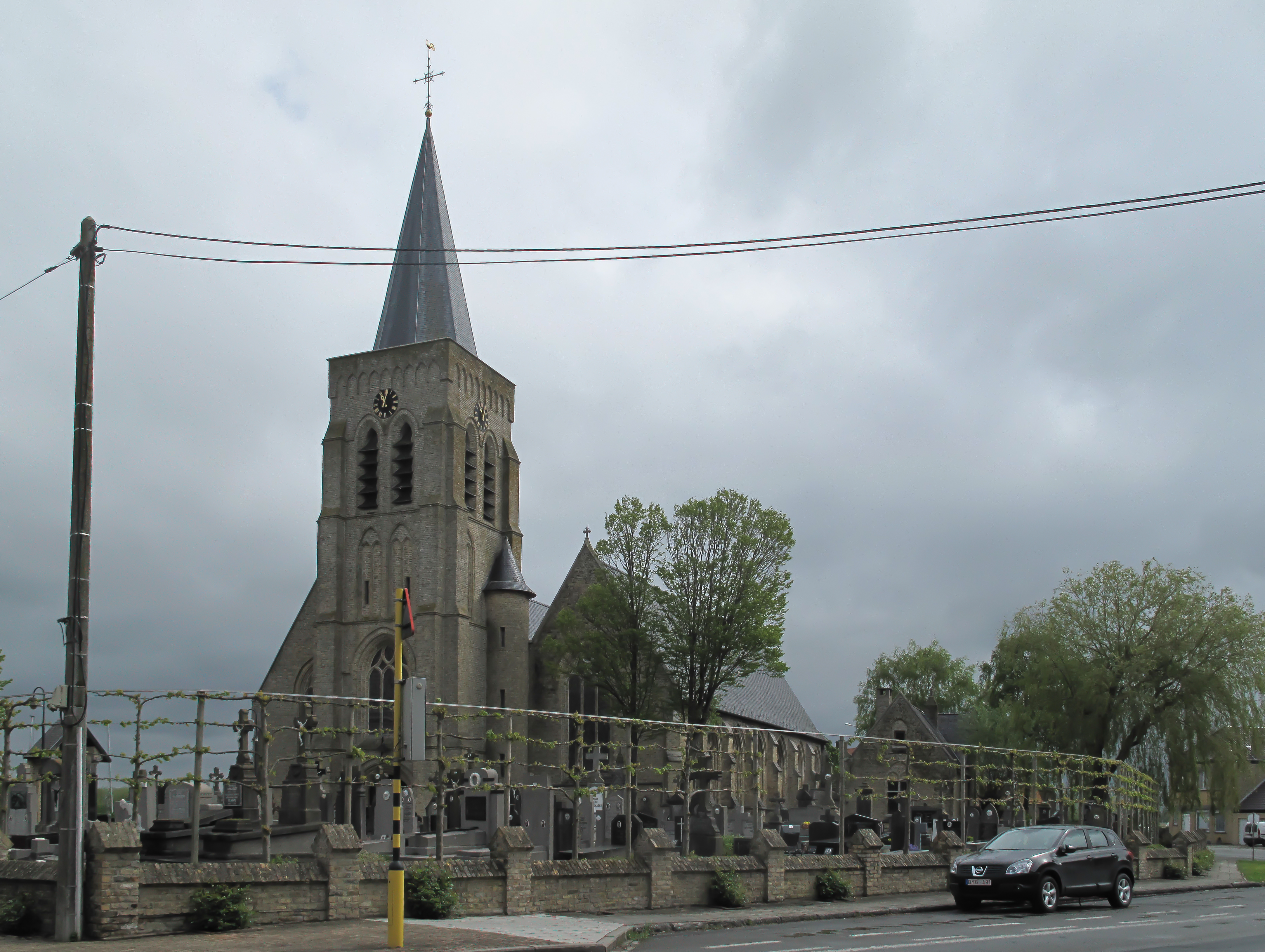
Pervijze, Pfarrkirche Sint-Niklaas en Sint-Katharina
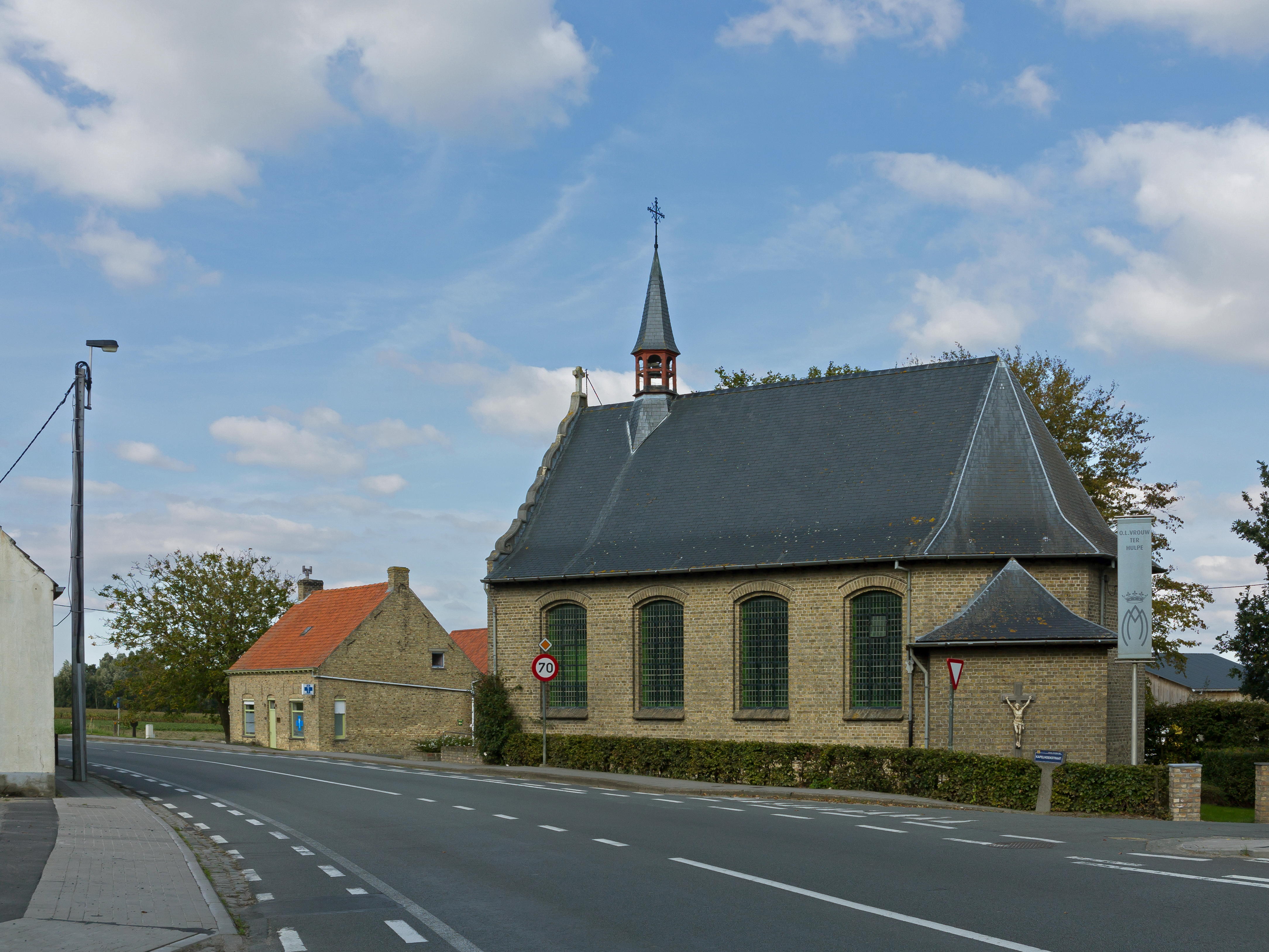
Esen, Kapelle Onze-Lieve-Vrouw-ter-Hulpe
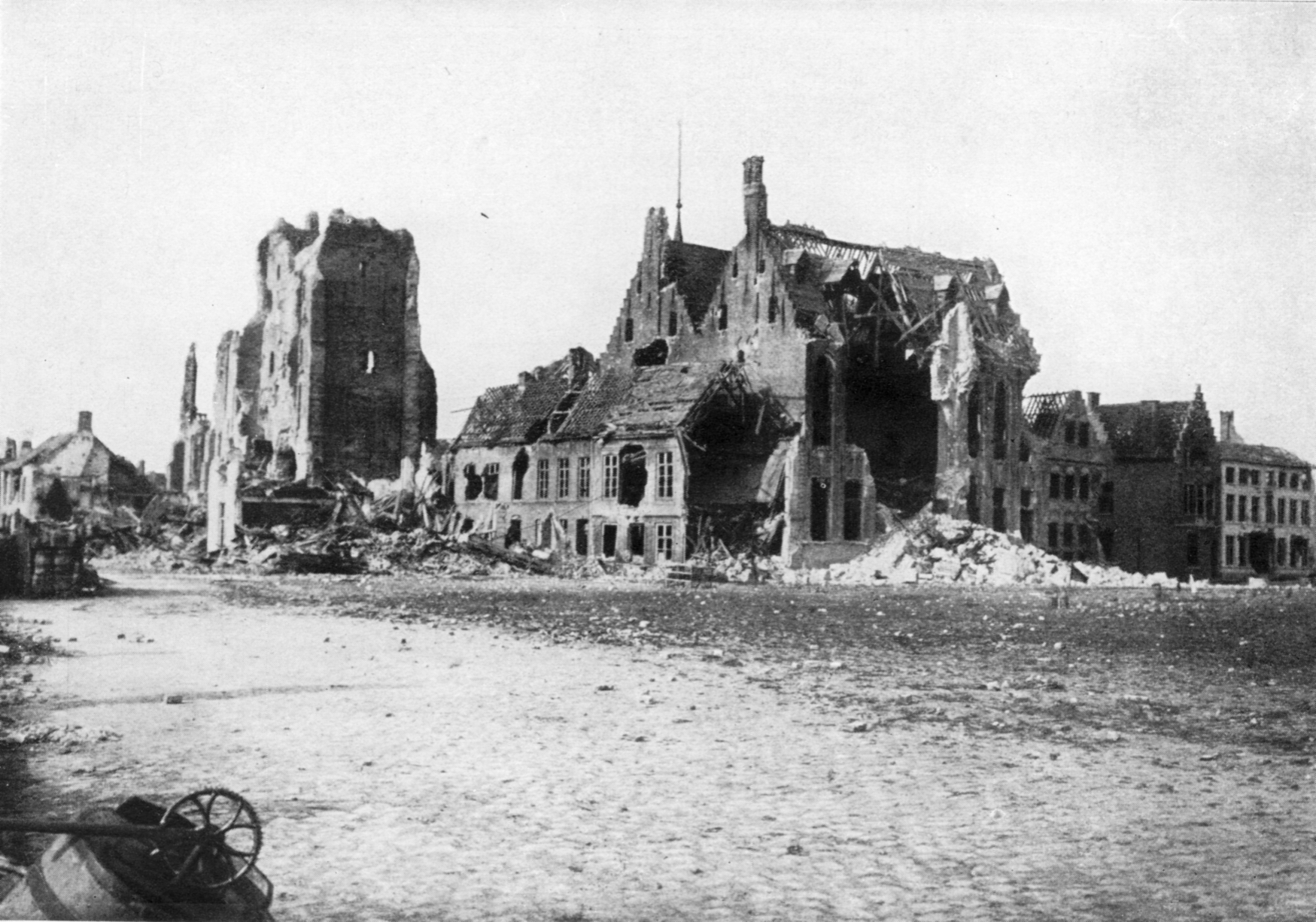
Marktplatz 1915
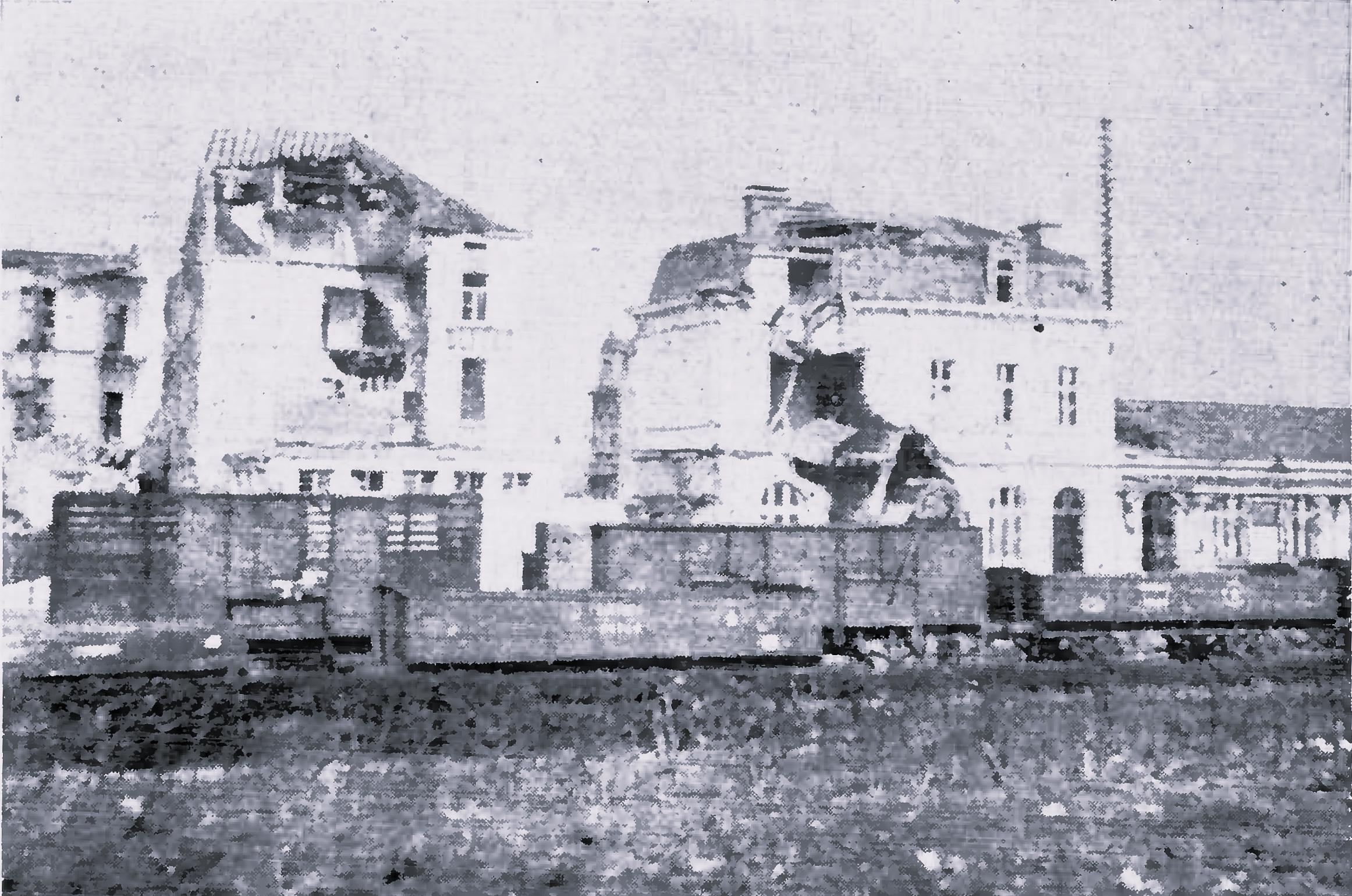
Zerschossenes Bahnhofsgebäude, 1915

## Städtepartnerschaften
Städtepartnerschaften bestehen zu
- Rottach-Egern in Bayern, Deutschland
- Ellesmere (Shropshire) in Großbritannien
- Ploemeur in der Bretagne, Frankreich
- Finnentrop in Nordrhein-Westfalen, Deutschland

## Siehe auch

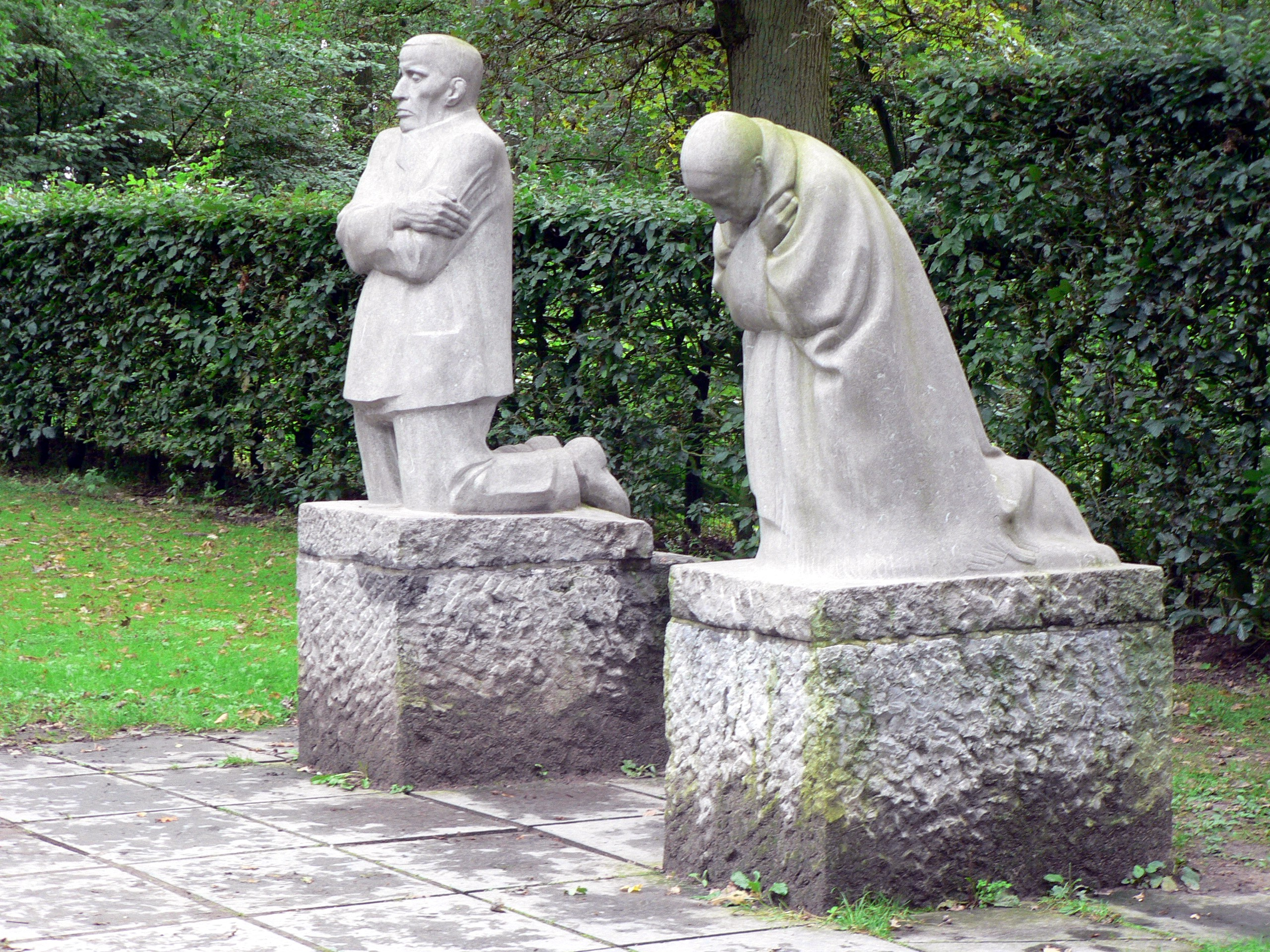
Soldatenfriedhof Vladslo: Trauernde Eltern (Käthe Kollwitz)

## Persönlichkeiten
- Peter Farazijn (* 1969), Radrennfahrer